# كلير ريدفيلد
كلير ريدفيلد (بالإنجليزية: Claire Redfield)‏ هي شخصية لاعبة في ريزدنت إيفل (الشر المقيم). كلير هي الشقيقة الصغرى لكريس ريدفيلد.

## ظهورها في السلسلة
ظهرت في ريزدنت إيفل 2 و ريزدنت إيفل : كود فيرونيكا وريزدنت إيفل : دارك سايد كرونيكلز ورزدينت إيفل : ريفليشن 2

## وصلات خارجية
- IGN: Claire Redfield
- Claire Redfield - The Resident Evil Wiki
- Claire Redfield - Capcom Database Wiki
- Claire Redfield at the قاعدة بيانات الأفلام على الإنترنت